# فرودگاه صحرایی پادگام
 فرودگاه صحرایی پادگام (به انگلیسی: Padgham Field) (به زبان بومی: Allegan City Airport) یک فرودگاه همگانی با کد یاتا 35D است که یک باند فرود آسفالت دارد و طول باند آن 1,311x23 متر است. این فرودگاه در کشور ایالات متحده آمریکا قرار دارد و در ارتفاع ۲۷۲ متری از سطح دریا واقع شده است.